# المخطوطة الفاتيكانية

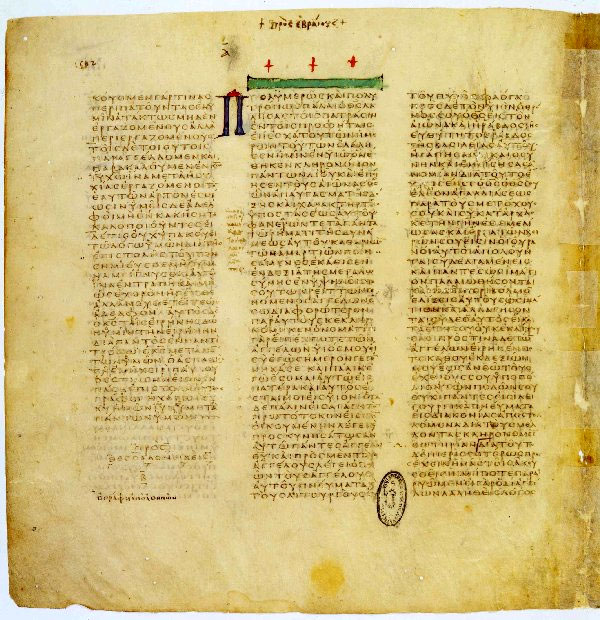

المخطوطة الفاتيكانية: أهمّ مخطوطة يونانية للعهد القديم (النص السبعيني) والعهد الجديد (مع السينائية). وهي محفوظة في مكتبة الفاتيكان. يشار للمخطوطة في الدراسات النصية بـالحرف B أو الرقم 03.

## العمر
تعود المخطوطة للقرن الرابع الميلادي، ولكن بعض أجزائها تلف، فتم تعويضه عبر عدة عصور آخرها القرن الخامس عشر.

## نوعية النص
يصنف نص المخطوطة الفاتيكانية ضمن النص الإسكندراني من عائلات نصوص العهد الجديد.

## الحفظ
لم يكن الفاتيكان يسمح للمختصين بالاطلاع على هذه المخطوطة حتى بداية القرن العشرين.

## النواقص
لا تحوي المخطوطة على رسالتي تيموثاوس ولا طيطوس أو فيلمون وليس فيها رؤيا يوحنا.

## للباحثين
تتوفر نسخة إلكترونية على موقع جامعة مونستر لدراسات العهد الجديد النصية هنا.